# Apeira hofmanni
Apeira hofmanni là một loài bướm đêm trong họ Geometridae.